# 崔林
崔 林（さい りん、? - 245年）は、中国後漢末期から三国時代の政治家。魏に仕えた。字は徳儒。冀州清河郡東武城県（現在の河北省衡水市故城県）の人。従兄は崔琰。子は崔述・崔随。孫は崔瑋。曾孫は崔悦。玄孫は崔潜（崔悦の子で崔宏の父）。『三国志』魏志に伝がある。
晩成型の人物であり、一族からは注目されていなかったが、崔琰だけには評価されていた。曹操が冀州を制圧すると、召し出され鄔県県令に任じられたが、貧乏だったため単身徒歩で任地に赴いたという。
曹操は、壷関征伐を行なった時「県令・県長の中で最も徳政を行なっている者は誰か」と尋ねた。并州刺史の張陟が崔林の名を答えたため、崔林は曹操に注目され、主簿に採り立てられた。やがて別駕となり、丞相掾属に採り立てられるようになった。魏国が建国されると、御史大夫まで昇進した。
曹丕（文帝）の時代になると尚書令に昇進し、幽州刺史に転任となった。この頃、曹丕の寵臣である呉質が、北方の軍権を握っていたため、刺史や太守達は挙って呉質を敬い顔色を伺っていた。しかし崔林だけはそのような事をせず、淡々と職務を励行していた。涿郡太守であった王雄が崔林のことを心配し、別駕を通じて注意を促させたが、崔林は異民族対策が急務であるとして、あくまで職務を優先した。このため崔林は治績を挙げていたにもかかわらず、呉質に憎まれ河間太守に左遷されてしまった。この時、世間は崔林に同情したといわれる。
後に中央に戻って大鴻臚となり、外交儀礼の整備やその簡素化に功績があった。
曹叡（明帝）の時代には関内侯の爵位を受け、光禄勲・司隷校尉に任じられた。ここでも充分な治績を挙げたため、人々の思慕の対象となった。劉劭の官僚制度についての提言には、崔林も意見を寄せている。
景初元年（237年）、司空と司徒が空席となった時、孟康の推挙により三公の後任に推され、司徒・安陽亭侯となり、領邑600戸とされた。因みに、三公と爵位を同時に与えられたのは崔林が最初だという。後に安陽郷侯に昇った。
魯国相から、孔子の祭祀について提案があった時、その取り扱いについて、博士の傅祗と議論になったという。
明帝期の間に領邑が分割され、一子が列侯に採り立てられた。正始5年12月（245年）に死去。子の崔述が跡を継いだ。